# Урочище Пожарниця
Уро́чище «Пожа́рниця» — ботанічний заказник місцевого значення в Україні. Розташований на південь від села Чумалі Тернопільського району Тернопільської області, в межах лісового урочища «Пожарниця». 
Площа — 64 га. Створений відповідно до рішення виконкому Тернопільської обласної ради № 189 від 30 серпня 1990 року. Перебуває у віданні Тернопільського обласного управління лісового господарства (Збаразьке лісництво, кв. 13, вид. 5-25). 
У лісі зростають: зозулині черевички справжні, сон, любка дволиста, лілія лісова — види, занесені до Червоної книги України.